# Codename: Panzers – Zimna wojna
Codename: Panzers – Zimna wojna (ang. Codename: Panzers – Cold War) – komputerowa strategiczna gra czasu rzeczywistego osadzona w alternatywnych realiach zimnej wojny, wyprodukowana przez studio Stormregion i wydana przez Atari w 2009 roku. Zimna wojna jest trzecią odsłoną serii gier komputerowych Codename: Panzers, koncentrujących się na działaniach wojskowych obserwowanych z perspektywy bohaterów różnych stron konfliktu. Akcja gry toczy się w alternatywnej rzeczywistości lat 50. XX wieku, w której [na skutek wypadku wojskowego na lotnisku Tempelhof w Berlinie dochodzi do konfliktu zbrojnego między siłami wojskowymi bloku demokratycznego i komunistycznego.

## Rozgrywka
Gracz wciela się w dowódcę wojsk lądowych, składających się z różnych oddziałów piechoty, pojazdów i czołgów, należących do NATO lub ZSRR, przy czym gra pokazuje starcia w małej skali i zawiera 18 misji w różnych lokacjach Europy Wschodniej. Zadaniem gracza jest zwykle pokonanie sił zbrojnych przeciwnika, przy czym starcia zbrojne są silnie oparte na zdarzeniach fabularnych uruchamianych przez skrypty. Nowością względem poprzedniej części było pojawienie się śmigłowców wymagających do użycia lądowiska, a także możliwość uzupełniania strat w trakcie misji.